# Валя-Верзей
Валя-Верзей (рум. Valea Verzei) — село у повіті Бузеу в Румунії. Входить до складу комуни Кенешть.
Село розташоване на відстані 114 км на північ від Бухареста, 31 км на північний захід від Бузеу, 109 км на захід від Галаца, 84 км на схід від Брашова.

## Населення
За даними перепису населення 2002 року у селі проживали 182 особи, усі — румуни. Усі жителі села рідною мовою назвали румунську.